# Mauve le Vierge
Mauve le vierge est un recueil de nouvelles d’Hervé Guibert paru aux Éditions Gallimard en 1988. L’ouvrage comprend  10 nouvelles dont l’une est consacrée à Michel Foucault : les secrets d’un homme.

## Commentaires
La première nouvelle, Mauve le vierge, qui donne son titre au recueil pourrait évoquer l’intrusion de la maladie dans la vie et l’œuvre d’Hervé Guibert. La couleur mauve du titre fait penser au sarcome de Kaposi associé au sida[réf. nécessaire]. Dans la nouvelle intitulée "les secrets d’un homme", il évoque les derniers jours et l’enterrement de Michel Foucault, mort du sida en 1984,.
« Et à la mort ce fut lui qui négocia avec la famille : il marchanda le choix du linceul contre l’effacement de son nom sur le faire-part »
La nouvelle préfigure le roman À l'ami qui ne m'a pas sauvé la vie. Les textes montrent la capacité de l’auteur à jouer de la grande proximité d’éléments quotidiens et d’éléments fantastiques mais aussi à dépasser cette capacité pour construire l’autofiction. Cet ouvrage est important pour la compréhension globale de l’œuvre.